# Bereguardo
Bereguardo (Balguàrt in dialetto pavese) è un comune italiano di 2 885 abitanti della provincia di Pavia in Lombardia. Si trova nel Pavese nordoccidentale, presso la riva sinistra del Ticino, qui superato da un tradizionale Ponte di barche. È situato al termine del Naviglio di Bereguardo, proveniente da Abbiategrasso. Il Comune di Bereguardo fa parte del Parco naturale lombardo della Valle del Ticino.

## Storia

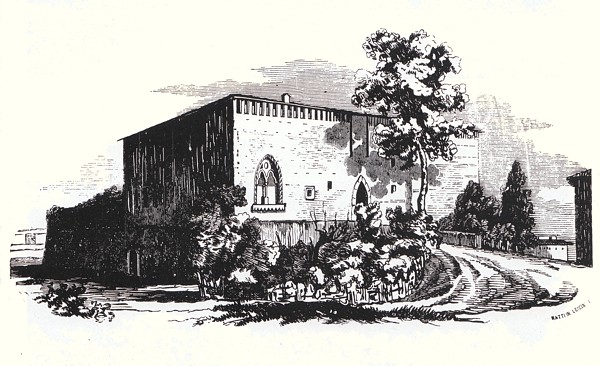
Il castello di Bereguardo in un'incisione ottocentesca

Le prime notizie storiche riguardanti Bereguardo si possono ascrivere al periodo delle invasioni nel territorio prima dei longobardi e poi dei franchi ed a tal proposito sono state fatte delle ipotesi etimologiche sul nome del borgo come la forma francese Beauregarde.
Appartenente alla Campagna Soprana di Pavia, l'abitato si sviluppò attorno al castello costruito dai Visconti di Milano all'inizio del XIV secolo per il controllo di un passo del Ticino, e diventato ben presto luogo di svaghi e cacce per i duchi di Milano, da cui il nome di bel riguardo per la posizione panoramica dominante la valle alluvionale del Ticino. A tal proposito sappiamo che il 16 febbraio 1386 il duca Gian Galeazzo Visconti decise di estendere ai confini del comune anche una grande parte verso il Ticino di modo da potervi creare una grande riserva.
A quest'epoca è ascrivibile inoltre la costruzione del locale porto sul Ticino, con un tradizionale ponte sostenuto da chiatte (appartenente alla Strada Provinciale 185), che ancora oggi viene mantenuto e che collega il comune di Bereguardo con la vicina frazione Boscaccio, questa appartenente al comune di Zerbolò.
Nel XV secolo, il castello e l'abitato di Bereguardo vennero infeudati a Matteo Mercagatti di Bologna (capostipite degli Attendolo Bolognini) che era già castellano di Pavia. Nel 1447 il conte Francesco Sforza, con l'intento di impadronirsi del Ducato di Milano, pose assedio al castello di Bereguardo facendosi in breve tempo consegnare il borgo grazie alla complicità di Agnese del Maino (amante del duca Filippo Maria Visconti) per poi ricompensare lo stesso Mercagatti col titolo di conte e con il feudo di Bereguardo.
Il ruolo politico del Mercagatti, ad ogni modo, divenne secondario quando Francesco Sforza riuscì a raggiungere il proprio intento nel 1450 con l'elezione a duca del milanese. Fu in quell'anno, infatti, che il castello e il borgo di Bereguardo vennero concessi in usufrutto a Giovanni Tolentini della Stacciola, originario di Urbino, suo capitano delle guardie e consigliere personale, nonché sposo di Isotta Sforza, figlia naturale del duca. Quest'ultima donazione, ad ogni modo, fu un semplice usufrutto in quanto i diritti feudali vennero mantenuti da Francesco Sforza.
Nel XVIII secolo era infeudato agli Eleiizander. Nel 1872 furono uniti a Bereguardo i soppressi comuni di Zelata e Pissarello.
Questo paese ha dato i natali al cardinale Virgilio Noè.

### Simboli
Lo stemma e il gonfalone sono stati concessi con decreto del presidente della Repubblica del 16 gennaio 1979.
Il gonfalone è un drappo di azzurro.

## Monumenti e luoghi d'interesse

### Architetture militari

#### Il castello visconteo
Il castello di Bereguardo si presenta come una struttura imponente che sorge al centro dell'abitato, circondato da un fossato che un tempo traeva la propria acqua dal vicino Naviglio. Il castello venne iniziato verso la metà del XIV secolo da Luchino Visconti per poi essere ampliato da Bernabò Visconti nel suo progetto di rafforzamento dello stato di Milano, anche se tale residenza ricalcava maggiormente l'impianto di una villa di piacere che di un elemento militare difensivo.
La parte più importante del complesso è oggi caratterizzata da una splendida bifora gotica in cotto presente sulla facciata a sud che secondo alcune fonti sarebbe attribuibile al Bramante e realizzata durante gli ampliamenti che volle realizzare sulla struttura Filippo Maria Visconti nel XV secolo.
La pianta generale della costruzione, un tempo quadrangolare, si presenta oggi di forma ad "U" per la mancanza dell'intera ala nord che venne demolita in tempi successivi e anche il portale è oggi frutto dei rimaneggiamenti settecenteschi che intaccarono l'originaria struttura.
Dopo diversi passaggi di proprietà il castello giunse nelle mani dell'ingegnere milanese Giulio Pisa esponente della nota famiglia Pisa il quale nel 1897 decise di donare la struttura al comune di Bereguardo il quale ancora oggi ne è proprietario e che al suo interno ha posto gli uffici amministrativi.

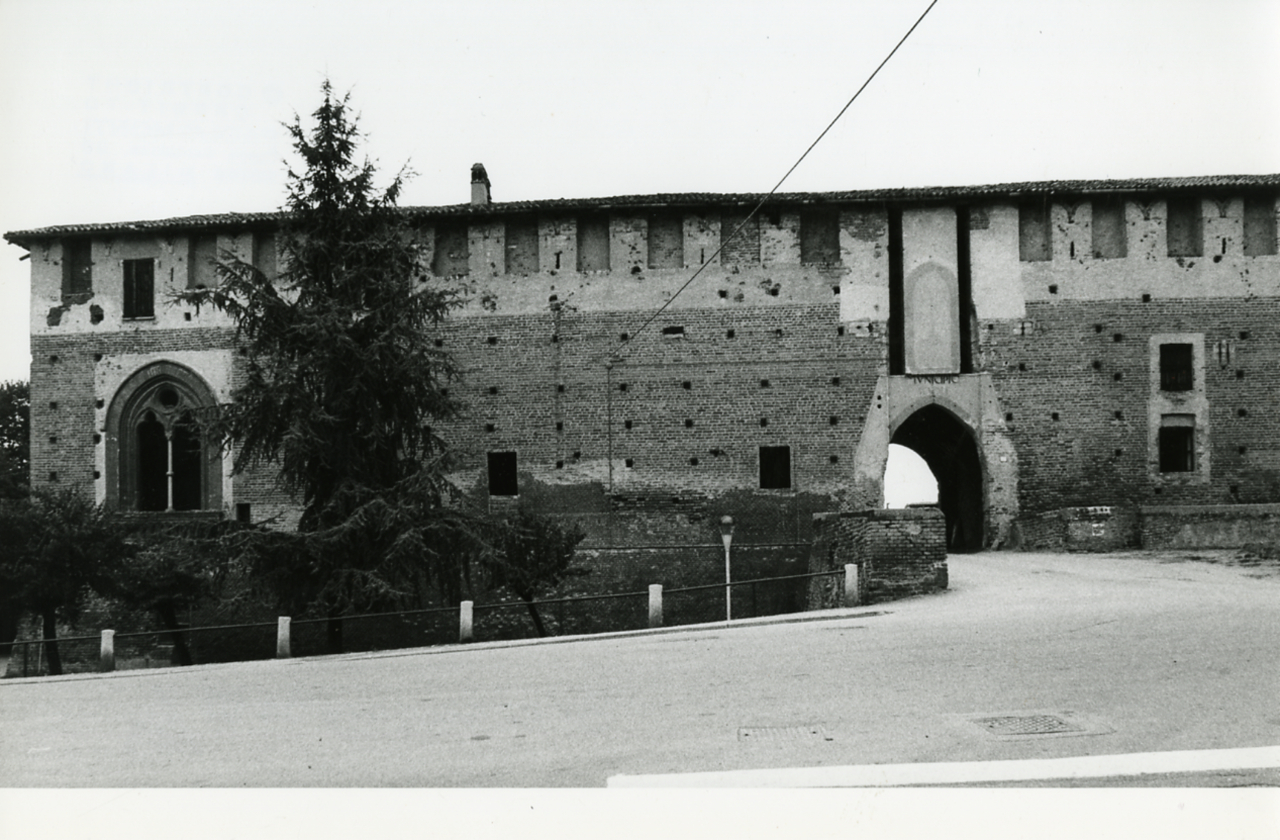
Il castello di Bereguardo fotografato da Paolo Monti (1980)
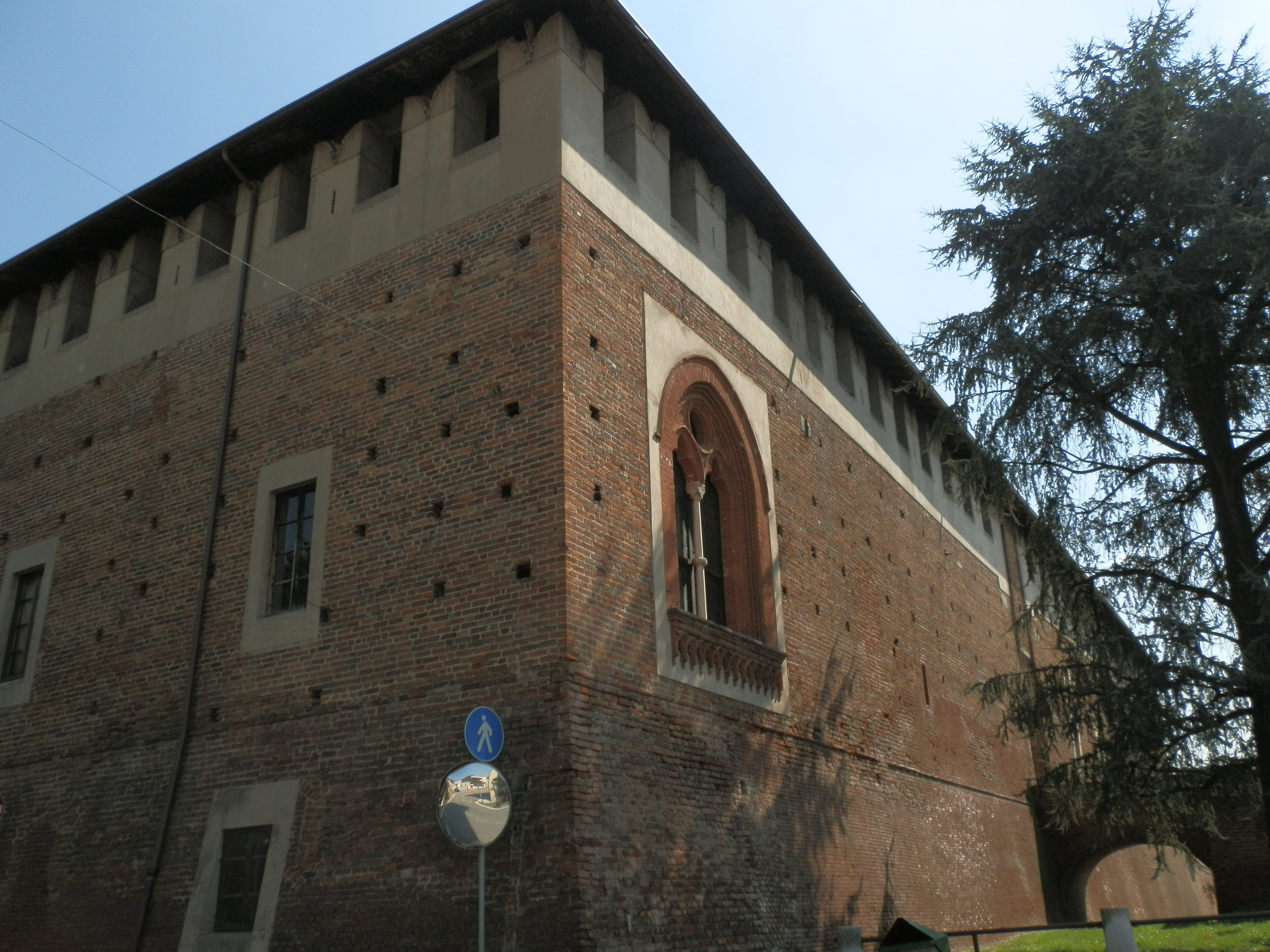
Castello
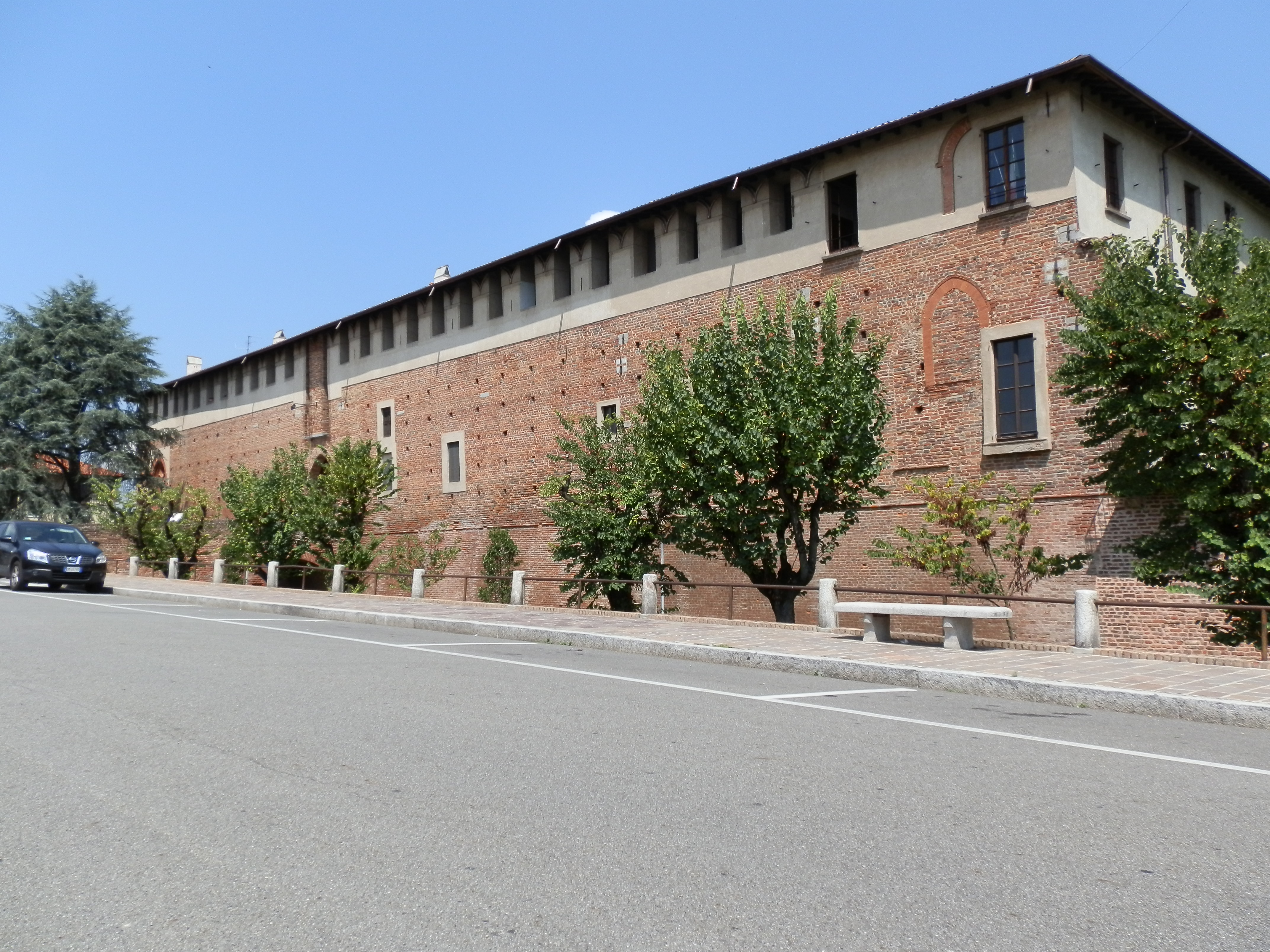
Castello
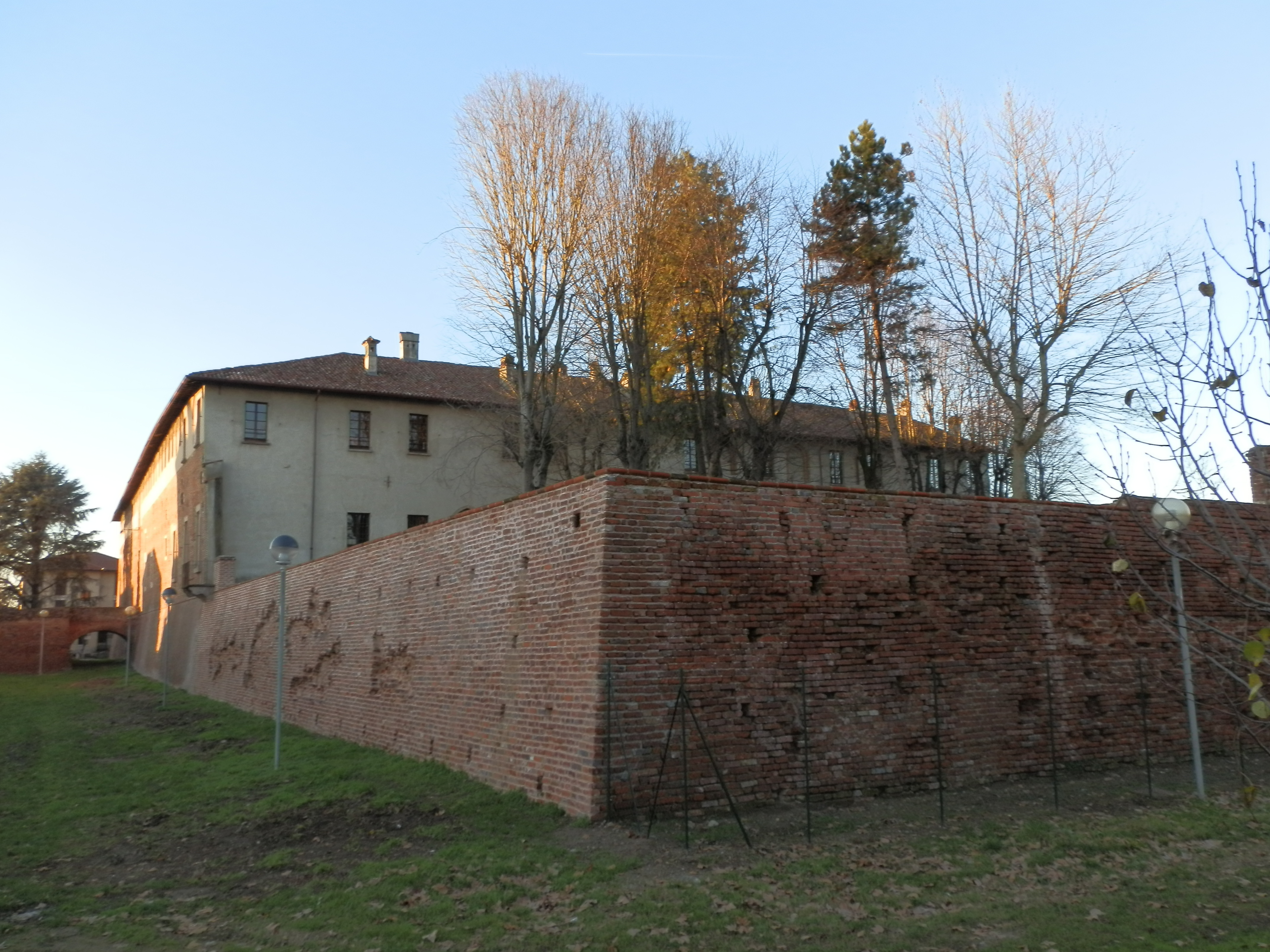
Castello
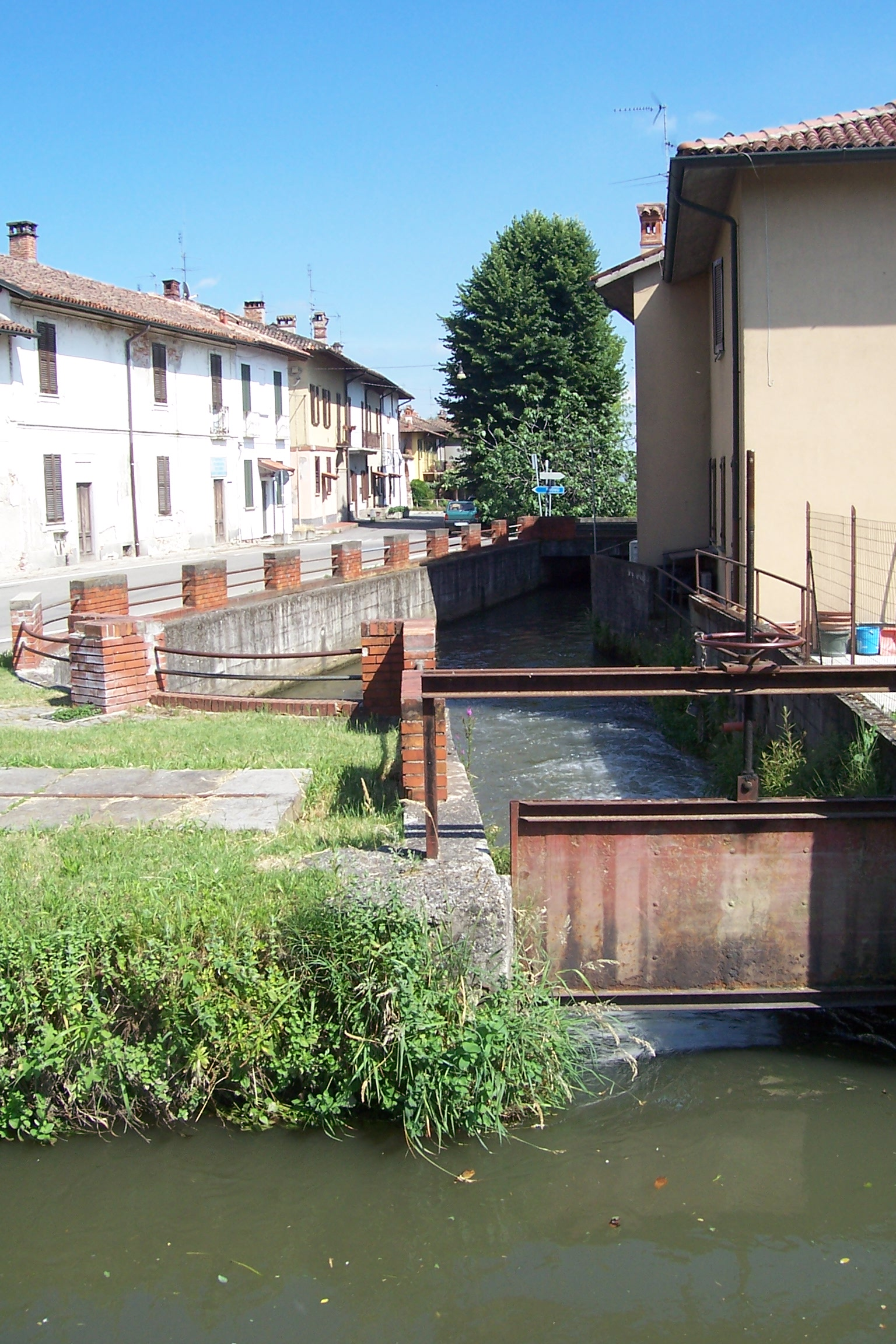
Roggia a Bereguardo

### Architetture religiose
- Chiesa Parrocchiale di Sant'Antonio Abate: ultimata nel 1762 sul terreno di una cappella preesistente risalente al 1425, la parrocchia fu eretta nel 1565. Il campanile è alto 43 metri e possiede 5 campane in fa#3[6].
- Chiesa di San Zeno e del Nome di Maria: eretta nel 1547 e consacrata nel 1549, già sede della Confraternita di Santa Maria del Gonfalone, poi trasferitasi nella parrocchiale. L'edificio che conserva un trittico di affreschi del 1547 è stata oggetto di importanti restauri nel sec. XX.
- Chiesa Parrocchiale della Beata Vergine del Carmelo e di San Giuseppe in frazione Zelata (eretta nel sec. XVIII) trasversalmente alla preesistente cappella quattrocentesca.
- Chiesa dei Santi Pietro e Paolo in frazione Moriano, eretta nel 1762 in sostituzione della chiesa di Pissarello che rischiava di essere distrutta dal Ticino, conserva una copia di un affresco della Madonna della Rosa con il Bambino, simile a quello conservato nella chiesa di Pissarello e ai lati i Santi Pietro e Paolo della scuola del pittore varesino Magatti (sec. XVIII). Il territorio di Moriano è entrato a far parte della parrocchia di Bereguardo solo nel 2001 scorporandolo da quello di Trivolzio.

### Architetture civili e militari
- Castello di Bereguardo
- Ponte delle Barche: un ponte di chiatte sul fiume Ticino che segue il livello del fiume e collega Bereguardo a Zerbolò. Nel 1449 gli Sforza fecero costruire un ponte di chiatte stabile. Prima dell'unità d'Italia alle sue estremità si trovava il confine tra il Piemonte e Impero Austroungarico, ed era presidiato da soldati e doganieri. Nel corso degli anni è stato ripristinato più volte, l'ultima sostanziale nel 1913, quando furono posizionate delle chiatte in cemento, che devono essere periodicamente sostituite. Costruito inizialmente come opera provvisoria, ha resistito a entrambe le guerre mondiali. Oggi rimane un punto di transito importante per la viabilità locale, ma anche un'attrazione turistica da abbinare a passeggiate nel Parco del Ticino.[7]

## Società

### Evoluzione demografica
- 450 nel 1576
- 470 nel 1752
- 859 nel 1780
- 864 nel 1805
- 977 nel 1807
- 1 000 nel 1822
- 1 077 nel 1853
- 1 174 nel 1859[8]

Abitanti censiti

## Cultura

### Istruzione
Nel Comune di Bereguardo sono presenti tre plessi scolastici pubblici, riuniti in un unico Istituto Comprensivo con sede presso il Castello Visconteo (nei locali dell'ex asilo) accanto al Municipio: una scuola dell'infanzia, una scuola primaria e una secondaria di I grado.

## Amministrazione

Gonfalone comunale

Sindaco
Felice Bonizzoni (dal 10/06/2024)